# Street Fighter IV
Street Fighter IV (ストリートファイター IV sutorīto faitā fō) là trò chơi được phát hành bởi Capcom vào năm 2008 sau hơn 8 năm kể từ bản phát hành Street Fighter III. Trò chơi này được phát hành trên các hệ máy Play Station 3 và Xbox 360.Nó được phát hành trên Microsoft Windows vào ngày 2 tháng 7 năm 2009 tại Nhật Bản, ngày 3 tháng 7 năm 2009 tại Châu Âu và ngày 7 tháng 7 năm 2009 tại Mỹ., ngày 3 tháng 7 năm 2009 tại Châu Âu.Tính từ ngày 31 tháng 3 năm 2009, Street Fighter Iv đã bán hơn 3 triệu bản trên toàn thế giới.

## Cách chơi

Một cảnh trong game.

Trong khi tính năng Street Fighter IV mô hình và hình nền vào 3D, game vẫn còn trên một chiếc máy bay 2D truyền thống, với máy ảnh có quyền tự do di chuyển trong không gian 3D vào các thời điểm nhất định trong quá trình chiến đấu, cho hiệu ứng sân khấu. Nhà sản xuất Yoshinori Ono đã nói rằng ông muốn giữ cho trò chơi gần gũi hơn với Street Fighter II. Một hệ thống mới gọi là "tấn công tập trung" ("Tiết kiệm Attack" cho phiên bản tiếng Nhật) đã được giới thiệu, cũng như di chuyển Ultra. Các nút điều khiển truyền thống sáu chương trình quay trở về, với các tính năng mới và chuyển động đặc biệt tích hợp vào hệ thống đầu vào, trộn lối chơi cổ điển với những đổi mới bổ sung.
Stephen Kleckner của 1UP.com đã tuyên bố trò chơi có một cảm giác tương tự như Super Street Fighter II Turbo, nhưng cũng có một vài tính năng từ Street Fighter III 3rd Strike..Như trong Street Fighter III, ném được thực hiện bằng cách nhấn cả ánh sáng nút tấn công, trong khi bấm nút tấn công cả hai nặng thực hiện hành động cá nhân của nhân vật hoặc chế nhạo. Nhấn nút tấn công cả hai vừa thực hiện cuộc tấn công tập trung của một nhân vật. Dấu gạch ngang và đứng nhanh cũng trong trò chơi. C. Viper là nhân vật duy nhất có thể thực hiện một cú nhảy cao.
Nó được dự định rằng vòng tiền thưởng như-đập giai đoạn xe hơi từ trước Street Fighter trò chơi sẽ trở lại. Ono sau đó nói rằng các giai đoạn tiền thưởng sẽ không được trong các trò chơi arcade, viện dẫn lý do để được rằng các cầu thủ thời gian chi tiêu vào các giai đoạn tiền thưởng là thời gian mà họ không có cơ hội làm mất, mà cuối cùng lấy tiền từ các nhà khai thác arcade..

### Đồ họa
Tất cả các nhân vật và môi trường trong Street Fighter IV được kết xuất như mô hình 3D với hình đa giác, tương tự như Street Fighter EX -series tiểu Capcom sản xuất với Arika. Tuy nhiên, có một vài khác biệt quan trọng. Art director and character designer Daigo Ikeno, who previously worked on Street Fighter III 3rd Strike. Giám đốc nghệ thuật và thiết kế nhân vật Daigo Ikeno, người đã từng làm việc trên Street Fighter III 3 Strike, chọn cho không photorealistic rendering để cung cấp cho họ một tay rút ra xem, với hiệu ứng hình ảnh có dấu trong thư pháp nét, mực in và smudges mực in phun trong chiến đấu.

### Focus Attacks
Tập trung tấn công, được gọi là "Tiết kiệm tấn công" trong phiên bản Nhật Bản, là một hệ thống mới được giới thiệu trong Street Fighter IV. Các cuộc tấn công tập trung là một động thái cho phép người chơi hấp thụ một cuộc tấn công và khởi động một cuộc tấn công truy cập, và nó được thực hiện bằng cách nhấn nút đấm đá vừa và vừa đồng thời. Có hai giai đoạn để tấn công. Trong giai đoạn đầu tiên, người chơi sẽ chuyển thành một quan điểm mới, tại thời điểm người đó có thể hấp thụ một hit duy nhất từ đối thủ. Giai đoạn thứ hai là cuộc tấn công truy cập. Các cầu thủ còn nắm giữ xuống đấm đá vừa và các nút, các cuộc tấn công mạnh hơn sẽ được. Nếu các nút được tổ chức cho các cuộc tấn công đủ lâu sẽ được unblockable và gây ra các đối thủ để hấp thụ xung lực từ từ xuống đất, cho phép người chơi để theo dõi với một hit miễn phí. Các cuộc tấn công đã được hấp thu trong giai đoạn đầu tiên của một cuộc tấn công tập trung vẫn còn gây thiệt hại cho người chơi, tuy nhiên, cuộc sống bị mất mát từ cuộc tấn công của đối phương sẽ được nhanh chóng tái sinh sau đó. Ngoài ra, trong giai đoạn đầu tập trung các cuộc tấn công người chơi có thể thực hiện một dấu gạch ngang phía trước hoặc phía sau hoặc hủy bỏ các cuộc tấn công tập trung. Cuối cùng, với chi phí của hai thanh kết hợp máy đo siêu, nhiều di chuyển đặc biệt có thể bị hủy bỏ vào một cuộc tấn công tập trung. Bằng cách thực hiện một cuộc tấn công tập trung trong thời gian di chuyển đặc biệt, các hình ảnh động của di chuyển sẽ được cắt ngắn và đi ngay lập tức vào các hình ảnh động tấn công tập trung. Điều này cho phép người chơi với thời gian chính xác để hủy bỏ di chuyển đặc biệt vào các cuộc tấn công tập trung, và lần lượt hủy bỏ các cuộc tấn công tập trung vào các dấu gạch ngang phía trước, dẫn đến khả năng mới kết hợp. Nếu một động thái đặc biệt là bị đối phương, hệ thống mới cho phép người chơi di chuyển bị hủy bỏ với một cuộc tấn công tập trung, và sau đó hủy bỏ các cuộc tấn công tập trung bằng cách rạng ngời lạc hậu một cách an toàn ra khỏi đối thủ.
Ono đã nói rằng hệ thống này được hợp nhất để thay đổi trọng tâm ra khỏi combo và hướng tới một hệ thống thực tế hơn, ông đã so với boxing, trong đó có "kỹ năng là đọc của đối phương di chuyển của bạn trước khi anh ta bắt đầu chuyển động... Chúng tôi đã không quên về combo và di chuyển liên kết, nhưng tập trung làm cho nó để bạn phải đọc đối thủ của bạn. " Hệ thống này nhằm mục đích làm cho cuộc tấn công mặt đất như là khả thi một cách tiếp cận đối thủ như nhảy được trong các trò chơi trước đó." Hệ thống tập trung là một phần cốt lõi của game Street Fighter IV.

### Ultra Combos
Ngoài các-up phiên bản hỗ trợ di chuyển đặc biệt giới thiệu trong Street Fighter trước trò chơi như Super Combos và EX Di chuyển đặc biệt, trò chơi cũng giới thiệu một loại hình mới lên đặc biệt di chuyển, hỗ trợ chính thức được đặt tên là Combo Ultra. Ultra Combos đang di chuyển dài và điện ảnh có tính năng kết hợp lâu dài của đấm, đá và các kỹ thuật chiến đấu khác. Cũng như có một Super Combo đo, đó cũng là một Ultra Combo đánh giá (chính thức được gọi là "Revenge Gauge" hoặc "Meter Revenge"), nhưng trong khi Super Combo đánh giá đầy lên khi người chơi truy cập đối thủ của họ hoặc thực hiện một đặc biệt di chuyển, các Gauge Revenge lấp đầy khi có thiệt hại từ các đối thủ của họ (tương tự như Groove K đặc trưng trong SNK vs Capcom 2). Cùng với Super Combos, Ultra Combos là một trong những lần duy nhất (ngoài Zangief, E. Honda, T. Hawk và Abel của lệnh ném) bị vỡ máy ảnh từ vị trí cố định của nó bình thường để cho thấy một cái nhìn, năng động hơn điện ảnh của trò chơi này.

## Nhân vật
Cốt truyện của Street Fighter IV xảy ra vào khoảng thời điểm sau Street Fighter II và trước Street Fighter III nên nhân vật cũ sẽ bao gồm tất cả nhân vật trong Street Fighter II, Cammy và Fei Long từ Super Street Fighter II, bốn nhân vật trong Street Fighter Alpha 2 (Rose, Dan, Sakura và Gen), Akuma trong Super Street Fighter II Turbo xuất hiện như một nhân vật ẩn.Seth xuất hiện với vai trò là nhân vật boss trong cuối game, Gouken là đối phương bí ẩn,và các nhân vật mới, vậy tổng cộng có 25 nhân vật trong game.
Nhân vật mới
- Abel, là một võ sĩ người Pháp.Anh ta được miêu tả là người mắc chứng bệnh hay quên, là một người đàn ông "không có quá khứ" tìm cách tiêu diệt những thành viên còn sống sót trong Shadaloo.Ngoài ra anh được biết đến như nguyên mẫu của Seth.[15]
- Crimson Viper, là nữ điệp viên người Mỹ,cô tham gia cuộc chiến chỉ với một mục đích là thử nghiệm bộ quần áo bó sát đa chức năng cùng đôi kính râm màu hổ phách.
- Rufus, là võ sĩ Kung Fu thừa cân, anh luôn tìm Ken chỉ với mục đích đánh bại hắn để chứng tỏ mình là võ sĩ giỏi nhất nước Mỹ.
- El Fuerte là võ sĩ đeo mặt nạ người México, ngoài ra còn là một đầu bếp danh tiếng tại quê nhà.[16]

Boss và nhân vật ẩn
- Seth còn được gọi là "The Puppet Master", là nhân vật chủ mới. Ông là Giám đốc điều hành của SIN, một nhà sản xuất vũ khí. Cơ thể của ông đã được sửa đổi bằng cách sử dụng công nghệ tiên tiến. [ 23 ] Di chuyển đặc biệt của ông là kỹ thuật được sử dụng bởi các nhân vật khác.
- Akuma (Gouki ở Nhật Bản) một kỳ ẩn ký tự, xuất hiện trong phiên bản arcade là một ông chủ cuối cùng bí mật trong chế độ chơi đơn, cũng như thời gian có thể chơi được phát hành nhân vật bí mật có sẵn.
- Gouken là anh cả của Akuma, là sư phụ của Ryu và Ken, xuất hiện trong phiên bản arcade như là một thách thức máy tính điều khiển bí mật cuối cùng của chế độ chơi đơn, làm đầu tay của mình như là một máy bay chiến đấu trong Street Fighter series.

Nhân vật quay trở lại
- Ryu
- Ken
- Chun-Li
- Cammy
- E. Honda
- Blanka
- Zangief
- Guile
- Dhalsim
- Fei Long
- Balrog
- Vega
- Sagat
- M. Bison
- Sakura
- Rose
- Dan
- Gen

## Phiên bản tại gia
Street Fighter IV cũng được phát hành cho PlayStation 3, Xbox 360 và Microsoft Windows, có thể chơi được các ký tự bổ sung và tính năng không có trong các trò chơi arcade. Capcom sau đó phát hành một IOS phiên bản vào ngày 10 tháng 3 năm 2010.

### Nhân vật
Việc bổ sung đáng chú ý trong các phiên bản nhà của Street Fighter IV là mở khóa và có thể chơi các nhân vật không có trong phiên bản arcade. Seth và Gouken, máy tính các nhân vật chơi trong phòng trò chơi, và sáu nhân vật từ các trò chơi Street Fighter đã được thêm vào, với tổng số là 25 nhân vật, tất cả đều có thể chơi được. Các nhân vật được giới thiệu là Dan, Fei-Long, Sakura, Cammy, Gen, và Rose.

### Các tính năng khác
Trang chủ phiên bản cũng có tính năng chơi trực tuyến, tải về nội dung, một "Challenge Mode" hoạt động như một mô hình đào tạo cho người chơi, yêu cầu họ để tái sản xuất chỉ định hoặc di chuyển combo với mức độ phức tạp ngày càng tăng liên tiếp, cũng như lựa chọn tiếng Anh hoặc tiếng Nhật cho các nhân vật (tương tự như các thiết lập tùy chọn giọng nói trong Soul Calibur), làm cho Street Fighter IV trò chơi đầu tiên trong loạt kể từ khi bản gốc Street Fighter với tính năng diễn xuất bằng giọng nói tiếng Anh cho tất cả các ký tự. Trò chơi cũng cung cấp một cảnh phim mở mới gồm các bài hát "The Next Door", trong cả hai bản tiếng Nhật và tiếng Anh (tùy thuộc vào ngôn ngữ) thiết lập, và hoạt hình mở đầu và kết thúc trình tự của Nhật Bản cho mỗi nhân vật.
Các phiên bản IOS cho phép dựa trên nhiều bluetooth giữa các thiết bị, nhưng tính năng chỉ có tám nhân vật và các giai đoạn phiên bản của giao diện điều khiển. Các nhân vật bao gồm Ryu, Ken, Chun-Li, Guile, Dhaslim, Blanka, Abel và M. Bison. Trong bản cập nhật thêm hai nhân vật đã được thêm vào: Zangief và Cammy. Các tính năng cập nhật gần đây nhất Sagat và mở khóa nhân vật Deejay,

### Phiên bản Windows
Các phiên bản Windows của Street Fighter IV bao gồm tất cả các tính năng tìm thấy trong các PlayStation 3 và Xbox 360 và một số tính năng bổ sung, mà đại diện Capcom nói có thể làm cho nó "phiên bản chính thức" của trò chơi. Trò chơi các tính năng chơi trực tuyến thông qua Trò chơi dành cho Windows - LIVE, với xây dựng trong voice chat và độc quyền máy tính thành tích, nhưng không có nền tảng playability qua sẽ được cung cấp với người chơi Xbox 360 . Ngoài ra, trò chơi các tính năng độ phân giải cao hơn, và được tự do lựa chọn hình ảnh phong cách, có tên là " mực "," Watercolor "và" Posterize ".. Ngoài ra còn có hai bó của trò chơi: thường xuyên (trò chơi duy nhất, $ 39,99) và một bó bao gồm các Mad Catz FightPad (với thiết kế Ryu) mà hiện đang được bán riêng cho phiên bản Xbox 360. Những người trước khi ra lệnh cho các trò chơi tại Best Buy đã nhận được một DVD với một Eagle Một hoạt hình truyện tranh (điều này không giống như The Ties Đó Bind trong đó có thu các phiên bản của các của các phiên bản console). Ngoài ra, Svensson đã tuyên bố Capcom Unity trên diễn đàn rằng phiên bản bán lẻ trên cơ sở sử dụng đĩa Securom làm hình thức chính của nó bảo vệ bản quyền cho phát hành Bắc Mỹ.
Các chi tiết kỹ thuật cho các trò chơi được phát hành vào ngày 15 tháng 5 năm 2009, và được coi là tương đối khiêm tốn.

### Marketing
Đối với các thị trường phương Tây, ba gói khác nhau cho các trò chơi đã được chuẩn bị - phiên bản châu Âu, tiêu chuẩn Mỹ gói Bắc, và Bắc Mỹ Collector's Edition này.Nội dung của bộ sưu tập của bản là gần giống với những tính năng trong phiên bản châu Âu, và như sau:
- Một cuốn sách truyện tranh theo phong cách mini chiến lược hướng dẫn của Prima (mà cũng xuất bản một hướng dẫn chiến lược toàn cho các trò chơi tại Mỹ), có tác phẩm nghệ thuật của Udon.
- Một đĩa bao gồm 65 phút phim hoạt hình mang tên Street Fighter IV: The Ties That Bind (新たなる絆, Aratanaru Kizuna ?), được sản xuất bởi Studio 4 °C [41] như là một mở đầu cho các trò chơi, và một số trò chơi của các xe kéo (một đĩa Blu-ray dành cho phiên bản PS3 và đĩa game với bộ phim ở 720p cho Xbox 360). Một đĩa CD nhạc phim (không phải ở châu Âu).
- Hình nộm Crimson Viper và Ryu (trong bản phát hành của Mỹ, chủ sở hữu PS3 sẽ nhận được một bức tượng Ryu, trong khi Xbox 360 chủ sở hữu được một Crimson Viper hình Tại châu Âu,. PS3 và Xbox 360 chủ sở hữu có cả hai bức tượng vào vị trí của một đĩa CD nhạc phim.)
- Năm bản tải về trang phục nhân vật, được biết đến như là Pack bao gồm trang phục Brawler thay thế cho: Zangief, E. Honda, Rufus, El Fuerte, và Abel.
- Mad Catz sản xuất sáu điều khiển cho trò chơi, hai Arcade gậy và game pad một từng cho PlayStation 3 và Xbox 360. Những sản phẩm này bao gồm một cần điều khiển mô hình cơ bản, những "Street Fighter IV FightStick", một thanh nặng và chắc chắn hơn, những "Street Fighter IV FightStick Tournament Edition '; và sáu nút game pad một, là" Fighter IV FightPad ". Trong khi đó nhà sản xuất thiết bị ngoại vi Hori cũng được sản xuất hai cần điều khiển cho trò chơi cho thị trường châu Á của Nhật Bản / dựa trên mô hình điều khiển trước đây sản xuất của công ty.

## Super Street Fighter IV
Phát hành vào ngày 27 Tháng Tư năm 2010, Super Street Fighter IV là bản tiếp theo cho Street Fighter IV bao gồm Super Street Fighter IV nhiều chế độ chơi trực tuyến mới và bổ sung mười nhân vật, cũng như tinh chỉnh và thay đổi đối với những cái hiện có, chẳng hạn như siêu combo mới và trang phục khác. Trong số các nhân vật được quay lại như T. Hawk, Dee Jay,Adon, Guy, Cody, Ibuki, Makoto và Dudley.Các nhân vật vừa được giới thiệu là Juri, võ sĩ Tae Kwon Do người Hàn Quốc làm việc như là một gián điệp cho Seth của tổ chức SIN, [72] và Hakan, một đô vật dầu Thổ Nhĩ Kỳ.
Một phiên bản arcade của Super Street Fighter IV đã được phát hành bởi Capcom mang tên Super Street Fighter IV Arcade Edition vào tháng 12 năm 2010. Arcade Edition thêm Yun, Yang, Evil Ryu và Oni vào danh sách và giải quyết một số vấn đề cân bằng với các nhân vật cũ. Các bản Arcade sẽ được phát hành như là cả một phiên bản dựa trên đĩa và là nội dung tải về.
Một phiên bản 3D của Super Street Fighter IV đã được phát hành vào năm 2011 như là một tiêu đề khởi động cho Nintendo 3DS